# Alexandre Tchijevski
Alexandre Léonidovitch Tchijevski (russe: Алекса́ндр Леони́дович Чиже́вский), parfois retranscrit à l'anglaise Aleksandr Leonidovich Chizhevsky, né le 7 février 1897 à Ciechanowiec (Gouvernement de Grodno) et mort le 20 décembre 1964 à Moscou, est un scientifique soviétique multidisciplinaire qui s'est particulièrement intéressé aux relations entre le cosmos et la biosphère. C'est en tant que « biophysicien » qu'il fonde deux nouvelles disciplines qui intégreront plus tard le champ plus vaste de la chronobiologie : l'« héliobiologie » (l'étude de l'influence des rythmes de l'activité solaire sur la biosphère) et l'« aéroionisation » (l'étude de l'effet d'ionisation de l'air sur les organismes biologiques). 
Tchijevski est aujourd'hui principalement connu pour ses travaux sur la « cosmobiologie », les rythmes biologiques et l'hématologie. Il se distingue notamment pour son utilisation des techniques de recherche historique (« historiométrie ») qui lui permettent de lier ensemble les cycles de l'activité solaire, du climat de la Terre et des activités humaines de masse. Il est aussi souvent considéré comme l'un des fondateurs du cosmisme russe, avec Nikolaï Fiodorov et Constantin Tsiolkovski, bien qu'il n'en partage pas l'ambition prométhéenne de maîtrise et de sublimation du cosmos. 

## Biographie
Alexandre Tchijevski est né dans la petite ville de Tsekhanovets (Cechanoviec en polonais), dans l'actuelle Pologne à l'extrême-ouest de l'Empire russe. Son père, Léonide Vassilievitch Tchijevski est un officier de l'armée russe parvenu au grade de général. Homme cultivé issu d'une vieille famille de l'aristocratie russe, il prend rapidement en charge l'éducation du petit Alexandre après la mort prématurée de sa mère. 
Alexandre Tchijevski passe son enfance et son adolescence à Kalouga où il rencontre Constantin Tsiolkovski, un scientifique de renom, fondateur de l'astronautique soviétique, et qui vit aussi à Kalouga. En 1915, il passe l'été à observer le soleil et envisage pour la première fois l'existence de changements périodiques de l'activité solaire impactant le monde organique sur Terre. Il part ensuite à Moscou pour y poursuivre ses études. Il devient diplômé de l'Institut archéologique de Moscou en 1917, de l'Institut commercial de Moscou en 1918, et de l'Université de Moscou en 1918 où il obtient un doctorat en histoire générale. Dans le même temps, il étudie la physique et les mathématiques jusqu'en 1919, puis entame des études de médecine jusqu'en 1922, tout en enseignant en tant que professeur d'histoire. Il devient consultant à l'Institut de biophysique de 1922 à 1924, travaille au Laboratoire de zoopsychologie de 1925 à 1931 et crée le Laboratoire central d'ionisation en 1931. 
D'abord salué par le régime soviétique pour ses travaux sur les effets ionisants dans les années 1930, Tchijevski est victime de la répression en 1942 à la suite d'une décision personnelle de Staline, qui considère sa théorie de l'influence des cycles solaires incompatible avec l'idéologie soviétique (notamment concernant les causes de la révolution d'octobre 1917). Il est alors arrêté et passe d'abord huit ans dans un camp de travaux forcés (goulag) dans les montagnes de l'Oural. En 1950, il en sort pour avoir permis de stopper une épidémie de choléra par ses conseils avisés, et est envoyé à Karaganda (au Kazakhstan), puis à Moscou, où il occupe divers postes de recherche en lien avec la médecine et la physique des ions, mais toujours dans un cadre forcé. Ce n'est qu'en 1958 qu'il est véritablement libéré et réhabilité en tant que scientifique, ce qui lui permet de diriger le Laboratoire d'aéroionisation de Moscou jusqu'à sa mort en 1964. 
Tchijevski meurt à Moscou des conséquences d'une maladie indéterminée et ses cendres sont enterrées au cimetière moscovite de Pyatnitsky. Sa pierre tombale est ornée d'une gravure représentant le soleil.

## Pensée

### Cosmisme et naturalisme
Les travaux de Tchijevski sont orientés dans leur ensemble vers la découverte et l'exposition d'un unique principe gouvernant tout le cosmos. Contrairement aux autres théoriciens du cosmisme, qui mettent en avant le rôle actif que joue ou doit jouer l'humanité dans le processus universel, Tchijevski met l'accent sur les multiples influences qu'exerce de son côté le cosmos sur l'humanité, dont toute l'histoire est assujettie aux lois cosmiques de la nature – comme l'est également sur le plan individuel l'organisme humain. Pour lui, le principe fondamental à l'origine de tous les phénomènes, y compris de la civilisation humaine, est l' « électronicité », autrement dit, le pouvoir d'attraction et de combinaison des électrons qui peuvent ainsi former des unités plus complexes de matière et d'énergie. L'action capitale du soleil sur la biosphère, incluant les manifestations humaines de la vie sur Terre, est elle-même une question de transfert d'électrons. 
Pour Tchijevski, le XXe siècle marque le début de l'unification des sciences : la physique, la chimie et l'astronomie ont déjà commencé à s'unir au sein d'une seule « science de la matière », et les sciences humaines et sociales sont en train de constituer ensemble une unique « science de la culture humaine ». La tâche actuelle des grands scientifiques est de contribuer maintenant à l'unification de la « science de la matière » et de la « science de la culture humaine » au sein d'une même « science du tout » capable de décrire et de quantifier le principe ultime de tous les phénomènes cosmiques, vivants ou non-vivants. La découverte du lien entre la structure dynamique de l'activité solaire et celle du comportement humain à travers l'histoire constitue déjà un premier pas, crucial, vers l'unification des deux grandes branches de la connaissance que sont les sciences naturelles (s'appuyant sur la physique de l'électron) et les sciences humaines.
Cette unification du savoir n'est possible que parce que tous les phénomènes se ramènent à des processus physiques qui, à une échelle microscopique, se réalisent essentiellement de la même façon avec les mêmes particules élémentaires (les électrons). L'activité mentale des êtres humains est elle-même entièrement réductible à des interactions physico-chimiques se réalisant dans le cerveau et le système nerveux. Tchijevski soutient en ce sens une position naturaliste fermement déterministe. Par ailleurs, il défend l'idée que toutes les activités intellectuelles et sociales sont, en tant que phénomènes naturels, affectées par l'environnement physique, ce qui inclut non seulement les forces géophysiques de la Terre mais aussi celles qui s'exercent dans l'univers. Les êtres humains, limités par leurs sens, ne sont conscients que d'une très petite fraction de ces forces, particules ou énergies qui influencent la planète et, avec elle, toute l'humanité. 

### Héliobiologie
Tchijevski est à l'origine d'une nouvelle discipline scientifique qu'il nomme « héliobiologie » (helios signifiant « soleil » en grec). Le principal apport de cette science réside dans la découverte du caractère systématique de l'influence de l'activité solaire sur la dynamique des processus vitaux dans la biosphère, y compris sur certains phénomènes de masse qui semblent surgir de façon incontrôlée dans les communautés humaines. L'héliobiologie s'inscrit en ce sens dans la perspective historique de remise en cause du géocentrisme, dont Copernic avait été l'initiateur.
D'après Tchijevski, la façon dont les ondes et les particules d'énergie en provenance du soleil affectent la Terre est réglée par une dynamique mesurable et prévisible, faîte de cycles et de rythmes. Afin de confirmer cette thèse, Tchijevski s'appuie sur des statistiques médicales pour déterminer sur une assez longue période de temps (environ 200 ans) les courbes de différentes épidémies, en particulier leurs pics et leurs creux, qu'il compare avec les variations de l'activité solaire. Il en déduit des cycles de 11 ans correspondant à la fois aux cycles de l'activité solaire et à la périodicité de l'activité biologique, y compris humaine. L'influence du niveau de l'activité solaire sur celle de la biosphère est ainsi confirmée. Cette influence se manifeste non seulement par des variations de grande amplitude mais aussi par des impulsions brèves ou sporadiques qui expliquent l'apparition d'anomalies du comportement social ou psychologique. 
Tchijevski est convaincu qu'en prévoyant les cycles diurnes et mensuels de l'activité du Soleil on pourrait prévoir certains phénomènes biologiques ou sociaux indésirables, et en éviter les conséquences néfastes au moyen de mesures préventives.

## Citation
« Nous avons l'habitude de porter sur la vie un regard antiphilosophique primaire, étroit, comme si celle-ci résultait du jeu aveugle de forces exclusivement terrestres. Ce n'est bien sûr pas le cas. Car la vie est une manifestation bien plus largement cosmique que terrestre. Elle est le fruit de la dynamique créatrice du Cosmos dans son action sur le matériau inerte de la Terre. Elle vit de la dynamique de ces forces, et chaque battement du pouls organique est en corrélation avec le battement du cœur cosmique, ce grandiose ensemble de nébuleuses, d'étoiles, du Soleil et des planètes. »

### Publications en français
- L'Aube de la conquête du cosmos, Moscou/Paris, Éditions du Progès, traduit du russe par Alexandre Karvovski, 1978.

### Études
- (en) Kendall E. Bailes, Science and Russian Culture in an Age of Revolutions, Bloomington, Indiana University Press, 1990.
- (en) John T. Burns, Cosmic Influences on Humans, Animals and Plants: An Annotated Bibliography, Lanham (Maryland), Scarecrow Press, coll. « Magill Bibliographies », 1997.
- (en) Boris M. Vladimirsky & N. A. Temuryants, in L. A. Blyumenfeld (ed.) Solar Activity & The Biosphere: Heliobiology. From A. L. Chizhevsky To The Present,  Moscou, Académie russe des sciences naturelles, 1999.
- (en) George M. Young, The Russian Cosmists – The Esoteric Futurism of Nikolai Fedorov and His Followers, Oxford/New York, Oxford University Press, 2012.